# Flaga Manitoby
Flaga Manitoby – jeden z symboli kanadyjskiej prowincji Manitoba, w użyciu jako flaga cywilna i urzędowa.
Flaga ma kształt czerwonego prostokąta. W kantonie znajduje się flaga Wielkiej Brytanii, w części swobodnej – tarcza herbowa prowincji (w polu górnym krzyż świętego Jerzego, w polu dolnym zielonym bizon stojący na skale). Proporcje flagi wynoszą 1:2.
Flaga bazuje na brytyjskiej banderze cywilnej, tzw. czerwonym sztandarze (Red Ensign) i nawiązuje do kanadyjskiej flagi państwowej sprzed 1965 roku, od której odróżnia się jedynie tarczą herbową (na tej drugiej widniała tarcza herbu państwowego). Podobny wygląd ma flaga prowincji Ontario.
Flaga przyjęta została przez parlament Manitoby 11 maja 1965 roku. Po raz pierwszy podniesiona została 12 maja 1966 roku, w 96. rocznicę przyjęcia ustawy Manitoba Act, ustanawiającej prowincję Manitoba. Motywacją do stworzenia flagi dla prowincji była trwająca w latach 60. ogólnokrajowa debata nad nową flagą państwową, która zaowocowała przyjęciem w lutym 1965 roku flagi z liściem klonowym. Rozważano rozpisanie konkursu na projekt flagi prowincjonalnej, jak i zapożyczenie dawnej flagi państwowej w niezmienionej formie – ostatecznie zadecydowano o przyjęciu tej ostatniej z podmienioną tarczą herbową.